# Spechtsbrunn

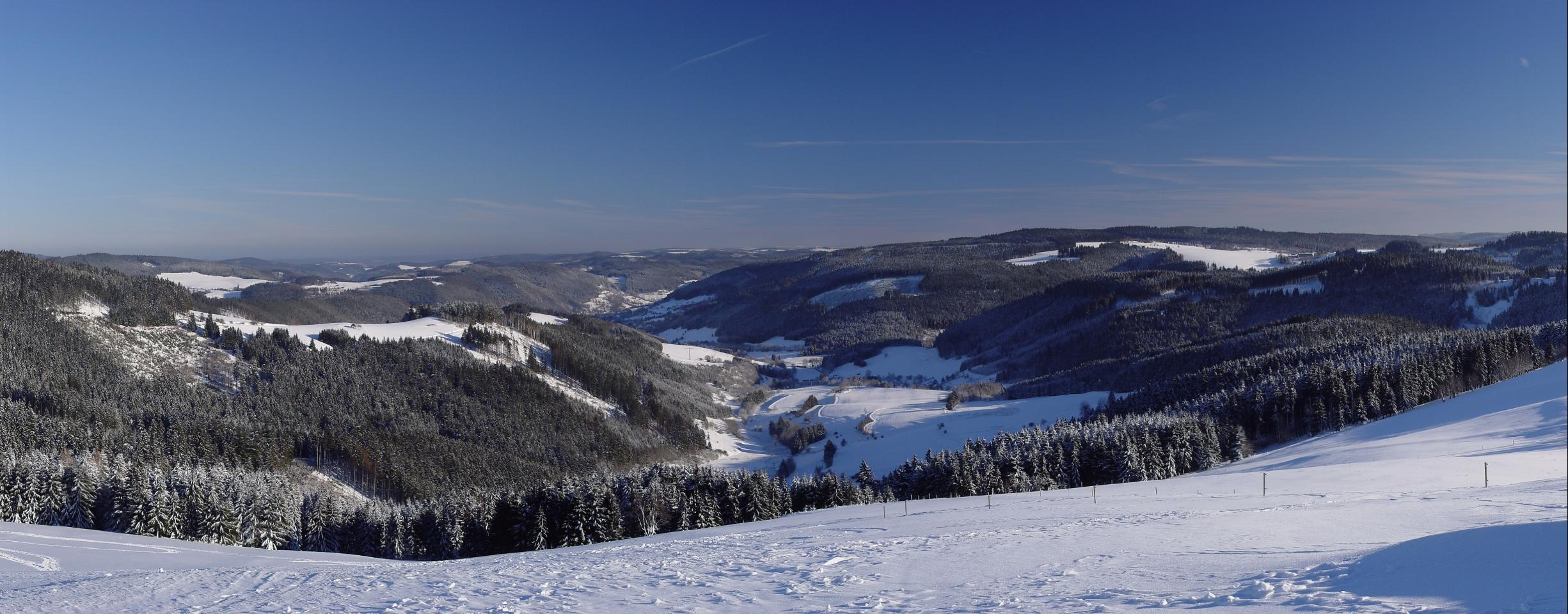
Spechtsbrunner Höhe, Blick ins Thüringische Schiefergebirge

Spechtsbrunn ist ein Ortsteil der Stadt Sonneberg im Landkreis Sonneberg in Thüringen.

## Lage
Spechtsbrunn ist ein Ort im Thüringer Schiefergebirge an der Grenze zu Bayern. Direkt durch den Ort führt der Rennsteig, der kurz nach dem Ortsausgang die alte Handels- und Heeresstraße von Nürnberg nach Leipzig kreuzt.

## Geschichte
Spechtsbrunn ist einer der ältesten Orte in der Rennsteigregion. Der Ortsname ist nicht auf einen Specht zurückzuführen, sondern auf eine Specke, einen Knüppeldamm, mit dem eine sumpfige, morastige Stelle passierbar gemacht wurde.
Am 29. Juni 1414 wird der Ort erstmals mit der Erbteilung durch die Grafen von Orlamünde urkundlich erwähnt. 1438 wurden die Reichserbmarschälle von Pappenheim mit der Adelsherrschaft Gräfenthal belehnt. 1525 führte Sebastian von Pappenheim die Reformation in der Herrschaft Gräfenthal ein. Somit gehört Spechtsbrunn zu den ersten evangelisch-lutherischen Orten Deutschlands. Eine erste Nennung von Spechtsbrunn auf einer Karte datiert auf 1594, als „Speckbron“ im sogenannten „Pfinzigatlas“ des Nürnberger Kartographen Paul Pfinzing auf Seite 6 erscheint.

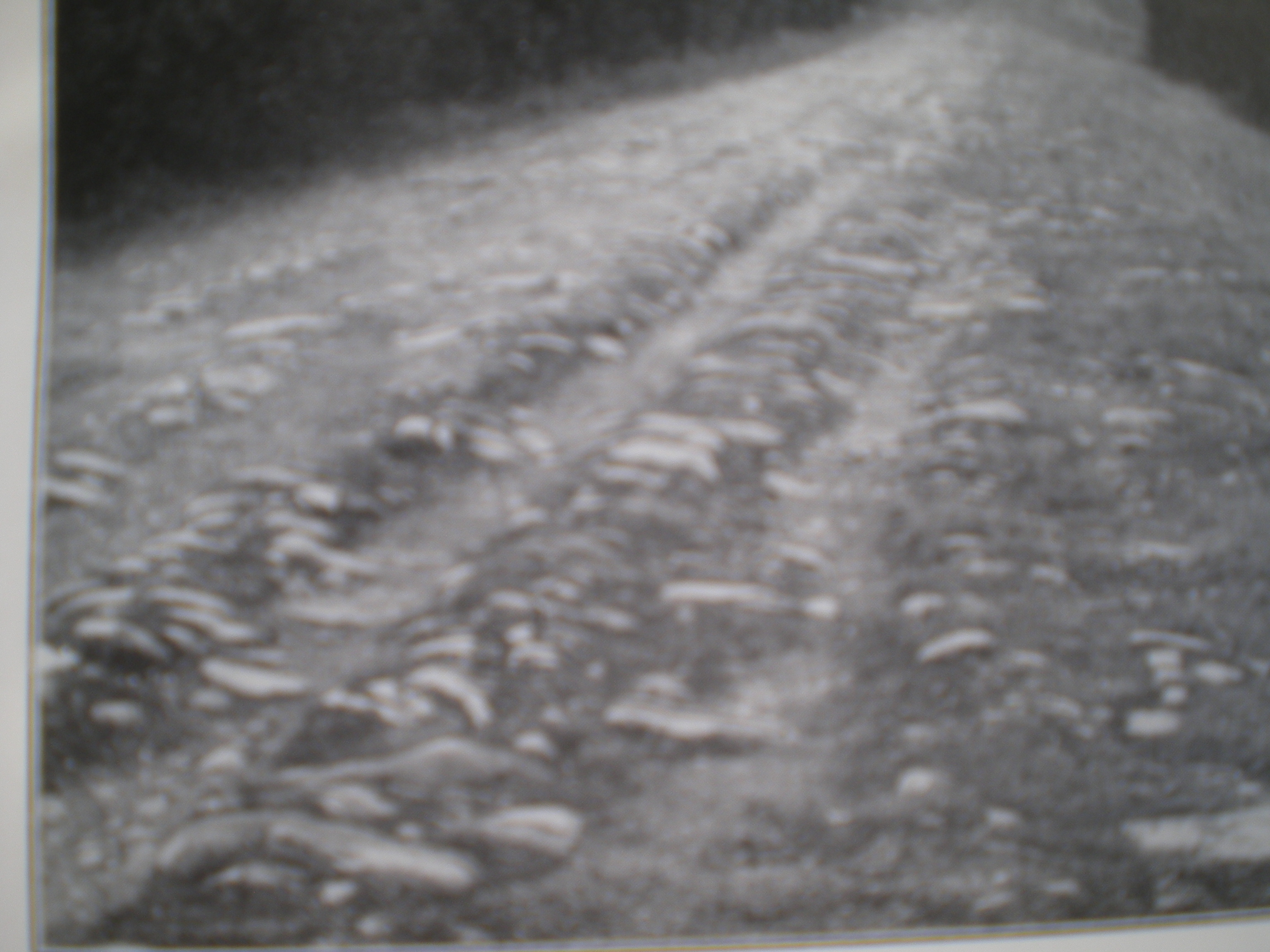
Alte Heeres- und Handelsstraße – Kalte Küche

Der Ort entwickelte sich im Mittelalter an der Handels- und Heeresstraße zwischen Nürnberg und Leipzig, die über den Sattelpass nach Franken führte. Eine der steilsten Strecken der Handelsstraße (von Buchbach nach „Kalte Küche“, der Ausspanne der Vorspanntiere) lag nahe Spechtsbrunn. Für den Anstieg „waren Vorspanne (4–6 Paar Pferde und bis 18 Paar Ochsen) notwendig.“ Die Strecke war gut gepflastert und an manchen Stellen bis zu sechs Meter breit, damit ein gegenseitiges Ausweichen möglich war. Noch heute sind an einer Stelle 10 bis 15 cm tiefe Wagenspuren zu erkennen. „Für den Weg Buchbach-Kalte Küche wurden pro Paar Ochsen 24 Kreutzer Vorspanngeld und drei Kreutzer Trinkgeld gezahlt…“ Das erklärt wohl auch die hohe Zahl der Zugtiere, die in den umliegenden Dörfern gehalten wurden. Der Beginn des Fuhrmanngewerbes ist auf etwa das Jahr 1700 anzusetzen (in einem Kirchenbuche taucht hier erstmals der Beruf „Kärrner“ auf). In Spechtsbrunn allein wurden nach landeskundlichen Angaben des Herzogtums Sachsen-Meiningen um die Wende ins 19. Jahrhundert noch über 100 Ochsen gezählt. Viele Fuhrleute und Bauern wurden in diesen anderthalb Jahrhunderten wohlhabend. Mit dem Ausbau des Eisenbahnnetzes in Deutschland nach 1835 brach das Fuhrmannswesen im Jahre 1860 komplett zusammen.

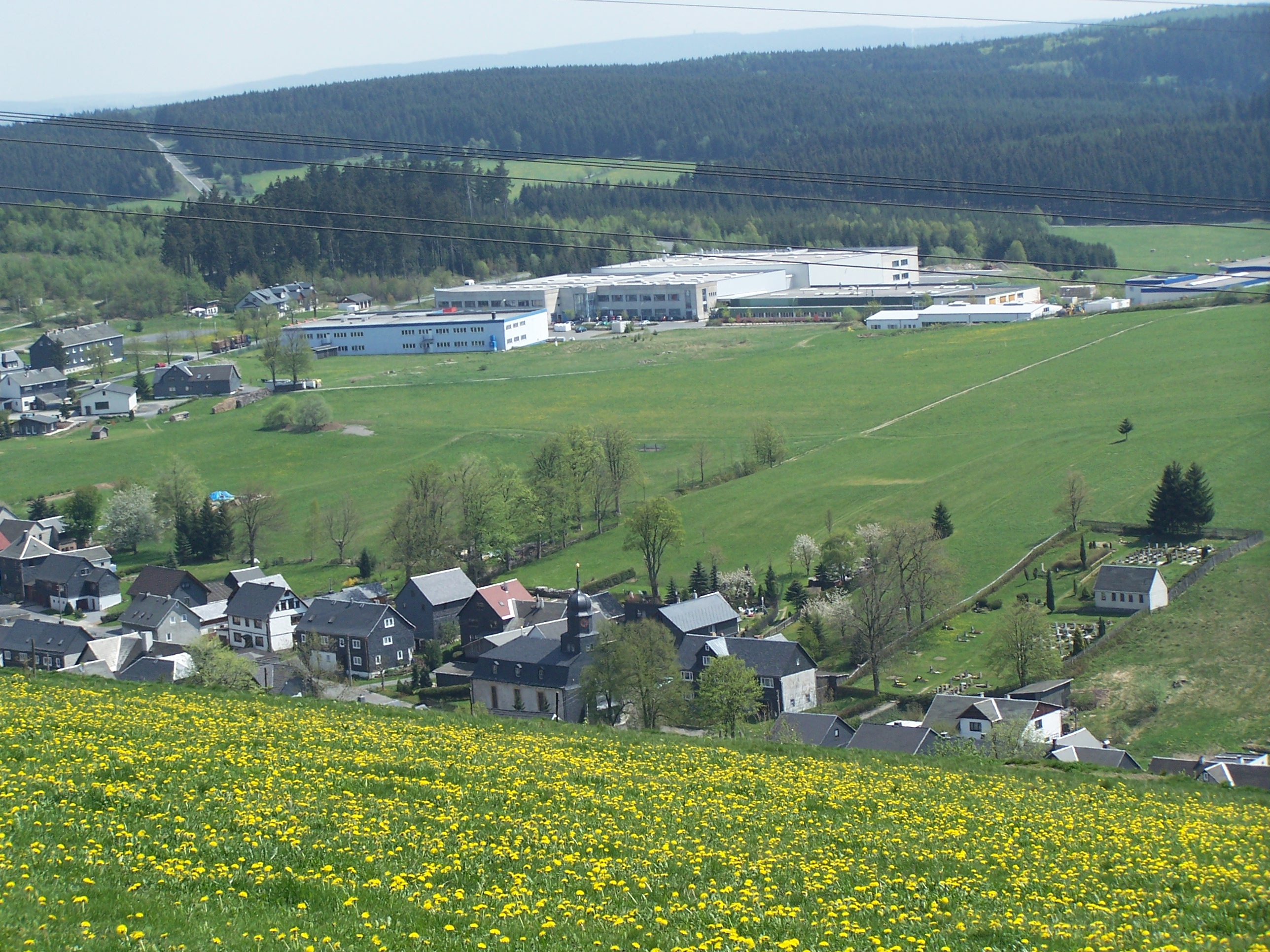
Spechtsbrunn mit Gewerbegebiet im Hintergrund

Der Ort entstand nach einer Rodung als Waldhufendorf; noch heute sind die Gelänge zu erkennen und im Flurplan des zuständigen Katasteramts einzusehen. Vom Leben der Dorfbewohner in den ersten Jahrhunderten nach der Gründung wissen wir wenig. Landeskundliche amtliche Aufzeichnungen gab es erst am Ende des 18. Jahrhunderts. So wird berichtet, dass das Amtsdorf Spechtsbrunn aus 24 Bauerngütern besteht. Auf Grund von Erbteilungen und anderen Veräußerungen waren das 8 ganze und 32 halbe. Außerdem hatten 3 Hintersättler und 6 Kleinhäusler Hausbesitz mit wenig oder gar keinem Land. Das waren unter anderen Holzfäller, Köhler, Pechsieder, Leineweber und Bergleute. Auf Grund des außerordentlich rauen Klimas konnten nur, Sommerkorn, Kartoffeln und Flachs angebaut werden. Im geringen Maße wurde Viehzucht zur Vermarktung betrieben, ein südlich des Dorfes gelegener Forstort „Kuhmarkt“ deutet darauf hin.
Die Bauernkriege nicht ganz spurlos an der Herrschaft Gräfenthal vorbei. Ohne Blutvergießen erkämpfte sich die Bauernschaft in zähen Verhandlungen einige kleine Privilegien. Das waren die „Rechte zum Mälzen, Brauen und Schänken“. Nicht aufgehoben wurde die Leibeigenschaft, die in Teilen bis in die erste Hälfte des 19. Jahrhunderts hineinreichte. Fronarbeit musste geleistet werden in Form von Anspanndiensten für die Herrschaft zur Beförderung von Gütern jeglicher Art. Dazu kam die Handfrone beim Anlegen, der Ausbesserung und dem Unterhalt von Wegen, besonders auch der Handelsstraße. Hohe Frongelder kamen beim „Sterbegeld“ und dem „Annehmegeld“ bei der Übernahme des Erbhofs auf die Bauern zu. Der Flurname „Schleifenwiesen“ deutet an, dass Flößerei über Jahrhunderte auch für die Region um Spechtsbrunn von Bedeutung war. Triften von Scheitholz (Länge ca. 1,20 m) war eine Saisonarbeit, die von Holzmachern und Fuhrleuten im Auftrag von herzoglichen Revierförstern übernommen wurde.  Selbständige Flößer gab es hier nicht. Fuhrleute transportierten im Winter die Baumstämme über „Schleifweg“ (Rennsteig) und „Schleifenwiesen“ zu den Lagerstätten in der Nähe der Floßteiche. Nur im wasserreichen Frühjahr konnten die Scheite dann getriftet werden. Die Revierförster hatten dabei die Aufgabe, Zeitpunkt und Reihenfolge zu bestimmen und in das System einzuordnen. Nachdem die Floßteiche zur Unterstützung des Flößens abgelassen worden waren, regulierten die Flößer von außen her, den sogenannten Flößersteigen aus, die Trift und verhinderten so ein Verhaken der Scheite unter sich und dem Ufer.
Scheitholz wurde zur Versorgung der Stadtbevölkerung mit Brennholz von folgenden Lagerplätzen aus geflößt:
1. von Tettau nahe den „Schleifenwiesen“ in die Tettau, über die Haßlach bis Kronach Holzanger
2. von Spechtsbrunn in den Pfmersch über die Steinach, Rodach bis Coburg.

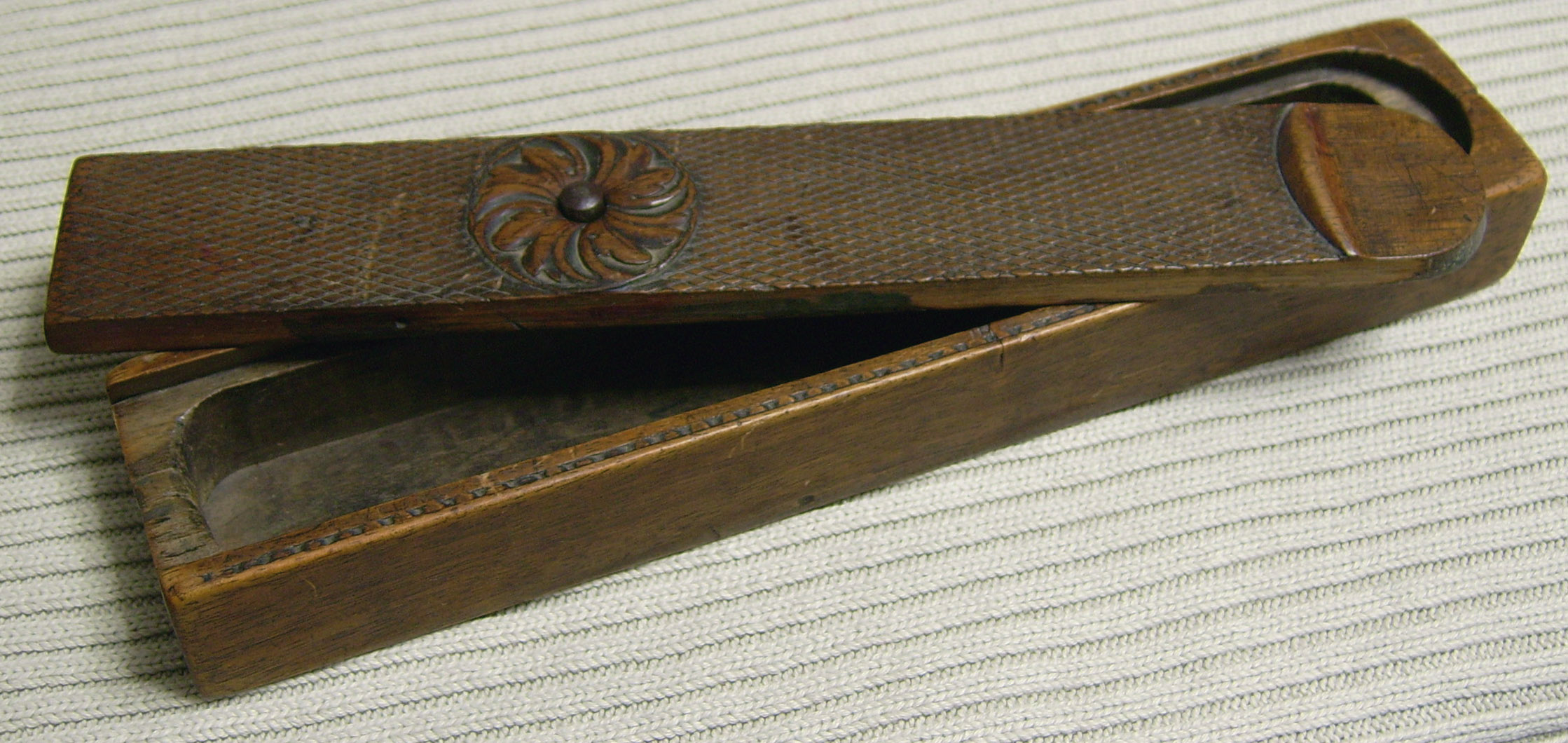
Griffelkasten

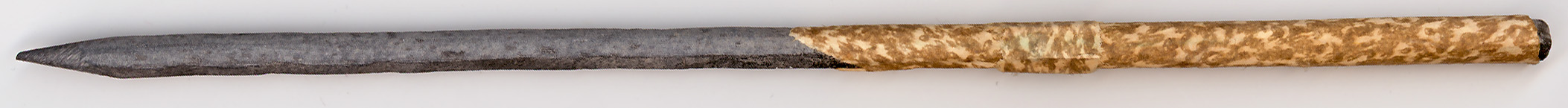
Schiefergriffel

Schon um die Zeit der Ersterwähnung des Ortes wurde in der Umgebung Schiefer im Tagebau, später auch im Untertagebau abgebaut. Es war Tafelschiefer, der zum Eindecken von Gebäudedächern benutzt und deshalb meist von ansässigen Fuhrleuten exportiert wurde. In späteren Jahrhunderten erfolgte dann auch eine Verarbeitung zu Schreibtafeln. Diese sorgten in Verbindung mit Schiefergriffeln dafür, dass weltweit Kinder Schreiben und Rechnen, das ABC und das Einmaleins erlernen konnten. Weil die Schieferblöcke in der näheren Gegend um Spechtsbrunn sich nicht in stabile Tafeln spalten ließen, sondern dass sie in prismatische dünne Stängel zerfielen, eigneten sie sich hervorragend für die Anfertigung dieser Schreibgriffel. Anfangs wurden sie noch kantig gelassen und nur angespitzt Später wurden sie im feuchten Zustand in mühevoller Handarbeit rund gedreht. Das erfolgte in Heimarbeit mit Hilfe aller Familienmitglieder, besonders der Frauen und Kinder, die die Griffel zuletzt noch mit buntem Papier beklebten. Anfang des 20. Jahrhunderts ging man zur industriellen Produktion über. Dazu errichtete man sogenannte Großhütten direkt an den Schieferbrüchen. Das war das Ergebnis einer Initiative des Griffelmachers Karl Friedrich Weigelt der 1897 in den Landtag des Herzogtums Sachsen-Meiningen kam. Trotz Einbaus von Absaugvorrichtungen sorgte der Schieferstaub dafür, dass viele Leute an „Staublunge“ erkrankten und frühzeitig sterben mussten. Die nahe gelegene Großhütte auf dem „Brand“ wurde schon 1930 geschlossen. Die Griffelproduktion erlebte noch einmal einen Aufschwung in der Nachkriegszeit, als Papier knapp war. Nachdem auch aus den Entwicklungsländern die Zahl der Aufträge nachließ, wurde die Produktion Mitte der 1960er Jahre in den damaligen benachbarten Staatswerken eingestellt.
Außer dem Jahrhunderte dauernden Abbau von Schiefer in zahlreichen Gruben der Region wurden nachweislich im Zeitraum von 1878 bis 1930 im Ramstal sowie zwischen Spechtsbrunn und Hasenthal vier Farbenerdengruben angelegt und ausgebeutet, Spechtsbrunner Bürger fanden auch hier Arbeit
Im Jahre 1912 wurde eine Porzellanfabrik gegründet, die bis 1990 existierte. Heute hat Spechtsbrunn das größte Gewerbegebiet in der ehemaligen Gemeinde Oberland am Rennsteig. Mehrere Industriezweige konnten sich hier ansiedeln. Landwirtschaft spielt seit mehreren Jahrzehnten kaum noch eine Rolle. Landwirtschaftliche Flächen werden nur noch als Bergweiden genutzt.
Abgeschirmt, inmitten des 5-km Sperrzonengebietes bei Spechtsbrunn, lag ein Ferienobjekt des MfS. Dazu gehörte der Berggasthof Brand, der um acht Finnhütten erweitert wurde.
Am Forstort Kalte Küche, unmittelbar am Eingangstor zum umzäunten 500-m-Sperrgebiet, forderten 1989 die Einwohner Spechtsbrunns die Öffnung der innerdeutschen Grenze. Heute erinnert ein Mahnmal auf der Landesgrenze von Bayern nach Thüringen an die Zeit der Teilung und die Grenzöffnung.
Spechtsbrunn gehörte seit 1868 zum Landkreis Saalfeld. 1950 wurde es Teil des Landkreises Sonneberg. Zwei Jahre später kam es zum Kreis Neuhaus am Rennweg und nach dessen Auflösung 1994 wieder zum Landkreis Sonneberg. Im selben Jahr wurde der Ort in die Einheitsgemeinde Engnitzthal eingemeindet, die 1997 in der Gemeinde Oberland am Rennsteig aufging. Diese wurde 2014 nach Sonneberg eingemeindet.

## Sehenswürdigkeiten

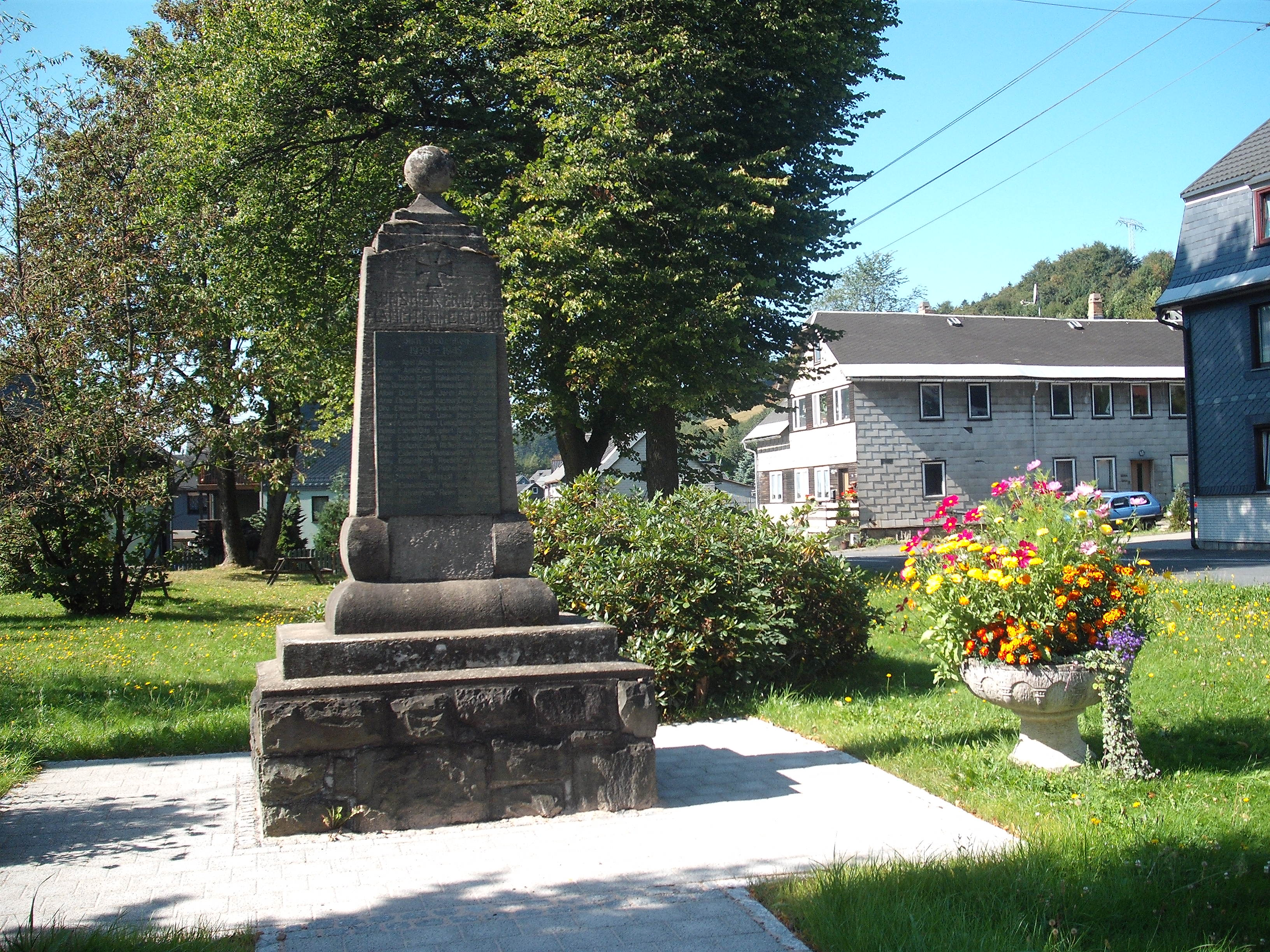
Platz des Friedens

Kurz nach der Wiedervereinigung begann der neugegründete hiesige Tourismusverein in Zusammenarbeit mit den Gasthäusern und einigen privaten Vermietern einen sanften Tourismus aufzubauen. Der ehemalige Grenzstreifen, das „Grüne Band“, sowie der Rennsteig und die Alte Heer- und Handelsstraße sind für Wanderer lohnende Ziele. Die 450 km lange Touristenstraße „Naturparkroute Thüringer Wald“, die für motorisierte Besucher ausgeschildert wurde, trifft in Höhe der „Naturparkinformation“ auf diese Wanderwege. Im Winter findet man gespurte Loipen, die auf dem Rennsteig Südthüringen mit Oberfranken verbinden.
Spechtsbrunn ist Station des Pilgerweges „Via Porta“ vom katholischen Kloster Waldsassen in Bayern zur evangelischen Bruderschaft im Kloster Volkenroda in Thüringen.

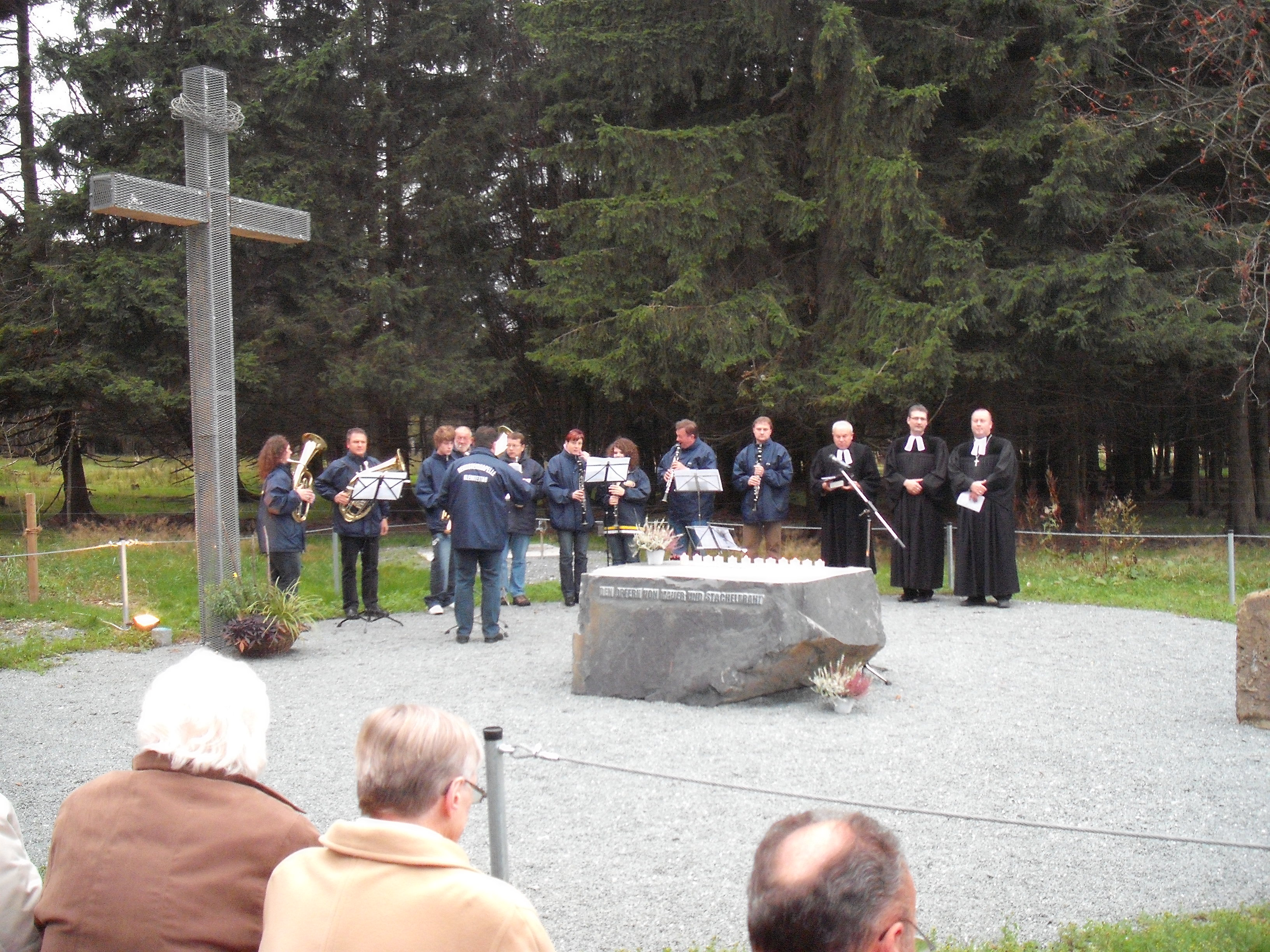
Mahnmal auf der Landesgrenze zwischen Bayern und Thüringen anlässlich des Rennsteigkirchentages 2009 eingeweiht

 Die Matthäuskirche zu Spechtsbrunn (1746/1747) gilt mit ihrer reichen Bemalung als ein Beispiel 

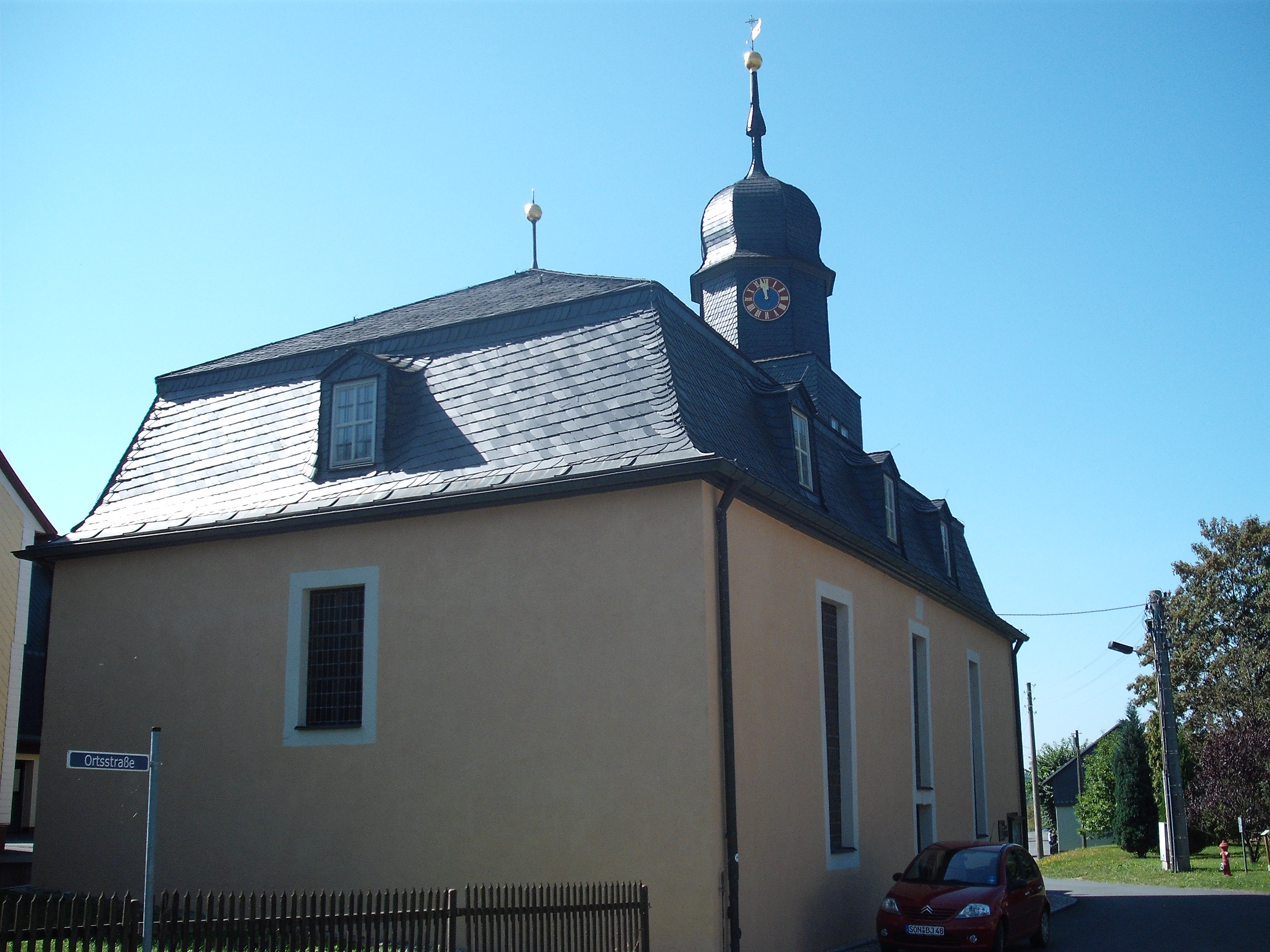
Matthaeuskirche zu Spechtsbrunn

 der Blütezeit der barocken Kirchenbauten im Thüringer Schiefergebirge. Sie war 1911 mit finanzieller Beteiligung des Herzogshauses von Curt Steinberg aus Berlin-Steglitz renoviert worden. Der Herzog hatte auch den Einbau einer neuen Orgel aus der Werkstatt W. Sauer Orgelbau Frankfurt (Oder) finanziert. Am 21. September 2008 wurde die Kirche nach umfangreichen Restaurierungsarbeiten neu geweiht. Sie erhielt den Namen Matthäuskirche. Ein Mahnmal auf der Landesgrenze zwischen Bayern und Thüringen erinnert an die Überwindung der deutschen Teilung.